# Natación en los Juegos Suramericanos de 2014 - 100 m. Libre Masculino
El evento de 100 metros estilo libre masculino de natación en los Juegos Suramericanos de 2014 tuvo lugar el 10 de marzo en el Centro Acuático del Estadio Nacional.

## Resultados

### Semifinales

#### Serie 1
| Rank | Línea | Nombre             | Nacionalidad | Tiempo de Reacción | Tiempo | Diferencia | Notas |
| ---- | ----- | ------------------ | ------------ | ------------------ | ------ | ---------- | ----- |
| 1    | 5     | Matías Aguilera    | Argentina    | 0.78               | 50.91  |            | Q     |
| 2    | 4     | Benjamín Hockin    | Paraguay     | 0.81               | 50.97  | 0.06       | Q     |
| 3    | 6     | Enzo Martínez      | Uruguay      | 0.78               | 51.56  | 0.65       |       |
| 4    | 3     | Alberto Morales    | Colombia     | 0.73               | 51.71  | 0.80       |       |
| 5    | 1     | Zuhayr Pigot       | Surinam      | 0.82               | 52.40  | 1.49       |       |
| 6    | 2     | José Emmanuel Lobo | Paraguay     | 0.73               | 54.35  | 3.44       |       |
| 7    | 7     | Byron Franco       | Ecuador      | 0.86               | 55.98  | 5.07       |       |

#### Serie 2
| Rank | Línea | Nombre            | Nacionalidad | Tiempo de Reacción | Tiempo | Diferencia | Notas |
| ---- | ----- | ----------------- | ------------ | ------------------ | ------ | ---------- | ----- |
| 1    | 4     | Fernando Souza    | Brasil       | 0.79               | 51.12  |            | Q     |
| 2    | 3     | Roberto Gómez     | Venezuela    | 0.75               | 51.37  | 0.25       | Q     |
| 3    | 5     | Mauricio Fiol     | Perú         | 0.75               | 51.44  | 0.32       |       |
| 4    | 6     | Juan Pablo Botero | Colombia     | 0.75               | 51.73  | 0.61       |       |
| 5    | 2     | Oliver Elliot     | Chile        | 0.78               | 51.87  | 0.75       |       |
| 6    | 1     | Aldo Castillo     | Bolivia      | 0.65               | 54.96  | 3.84       |       |
| 7    | 7     | Tyrone Alvarado   | Ecuador      | 0.84               | 55.13  | 4.01       |       |

#### Serie 3
| Rank | Línea | Nombre                   | Nacionalidad | Tiempo de Reacción | Tiempo | Diferencia | Notas |
| ---- | ----- | ------------------------ | ------------ | ------------------ | ------ | ---------- | ----- |
| 1    | 4     | Matheus de Santana       | Brasil       | 0.76               | 49.94  |            | Q     |
| 2    | 3     | Federico Grabich         | Argentina    | 0.68               | 50.24  | 0.30       | Q     |
| 3    | 5     | Albert Subirats          | Venezuela    | 0.76               | 50.52  | 0.58       | Q     |
| 4    | 6     | Renzo Tjon-A-Joe         | Surinam      | 0.77               | 51.32  | 1.38       | Q     |
| 5    | 7     | Gabriel Fleitas          | Uruguay      | 0.75               | 52.44  | 2.50       |       |
| 6    | 2     | Jemal Le Grand           | Aruba        | 0.80               | 52.49  | 2.55       |       |
| 7    | 1     | Martín Marchetti         | Chile        | 0.81               | 55.24  | 5.30       |       |
| 8    | 8     | José Alberto Quintanilla | Bolivia      | 0.76               | 56.33  | 6.39       |       |

#### Sumario
| Rank | Serie | Nombre                   | Nacionalidad | Tiempo | Notas |
| ---- | ----- | ------------------------ | ------------ | ------ | ----- |
| 1    | 3     | Matheus de Santana       | Brasil       | 49.94  | Q     |
| 2    | 3     | Federico Grabich         | Argentina    | 50.24  | Q     |
| 3    | 3     | Albert Subirats          | Venezuela    | 50.52  | Q     |
| 4    | 1     | Matías Aguilera          | Argentina    | 50.91  | Q     |
| 5    | 1     | Benjamín Hockin          | Paraguay     | 50.97  | Q     |
| 6    | 2     | Fernando Souza           | Brasil       | 51.12  | Q     |
| 7    | 3     | Renzo Tjon-A-Joe         | Surinam      | 51.32  | Q     |
| 8    | 2     | Roberto Gómez            | Venezuela    | 51.37  | Q     |
| 9    | 2     | Mauricio Fiol            | Perú         | 51.44  |       |
| 10   | 1     | Enzo Martínez            | Uruguay      | 51.56  |       |
| 11   | 1     | Alberto Morales          | Colombia     | 51.71  |       |
| 12   | 2     | Juan Pablo Botero        | Colombia     | 51.73  |       |
| 13   | 2     | Oliver Elliot            | Chile        | 51.87  |       |
| 14   | 1     | Zuhayr Pigot             | Surinam      | 52.40  |       |
| 15   | 3     | Gabriel Fleitas          | Uruguay      | 52.44  |       |
| 16   | 3     | Jemal Le Grand           | Aruba        | 52.49  |       |
| 17   | 1     | José Emmanuel Lobo       | Paraguay     | 54.35  |       |
| 18   | 2     | Aldo Castillo            | Bolivia      | 54.96  |       |
| 19   | 2     | Tyrone Alvarado          | Ecuador      | 55.13  |       |
| 20   | 3     | Martín Marchetti         | Chile        | 55.24  |       |
| 21   | 1     | Byron Franco             | Ecuador      | 55.98  |       |
| 22   | 3     | José Alberto Quintanilla | Bolivia      | 56.33  |       |

### Final
| Rank | Línea | Nombre             | Nacionalidad | Tiempo de Reacción | Tiempo | Diferencia |
| ---- | ----- | ------------------ | ------------ | ------------------ | ------ | ---------- |
| 1    | 4     | Matheus de Santana | Brasil       | 0.77               | 49.13  |            |
| 2    | 5     | Federico Grabich   | Argentina    | 0.68               | 49.66  | 0.53       |
| 3    | 3     | Albert Subirats    | Venezuela    | 0.73               | 49.72  | 0.59       |
| 4    | 6     | Matías Aguilera    | Argentina    | 0.75               | 50.56  | 1.43       |
| 5    | 2     | Benjamín Hockin    | Paraguay     | 0.79               | 50.62  | 1.49       |
| 6    | 7     | Fernando Souza     | Brasil       | 0.82               | 50.87  | 1.74       |
| 7    | 1     | Renzo Tjon-A-Joe   | Surinam      | 0.70               | 50.89  | 1.76       |
| 8    | 8     | Roberto Gómez      | Venezuela    | 0.79               | 51.31  | 2.18       |